# Vlasenica
Vlasenica (serbiska: Власеница) är en ort i Bosnien och Hercegovina.   Den ligger i entiteten Republika Srpska, i den östra delen av landet, 60 km nordost om huvudstaden Sarajevo. Vlasenica ligger 660 meter över havet och antalet invånare är 4 508.